# SkyTaxi
SkyTaxi Sp. z o.o. è una compagnia aerea charter polacca con sede a Breslavia e sede presso l'aeroporto di Breslavia-Niccolò Copernico. Opera voli charter cargo e passeggeri in tutta Europa, Medio Oriente e Nord Africa. SkyTaxi operava anche servizi regionali di linea all'interno della Francia utilizzando il marchio IGAvion.

## Storia
La società è stata fondata nel 2000. Operava inizialmente con un Piper PA-34 Seneca dall'aeroporto di Opole-Polska Nowa Wieś, fuori Opole, ma successivamente si è trasferita all'aeroporto di Breslavia-Niccolò Copernico. Nel 2002 SkyTaxi ha acquisito un Cessna T303 Crusader e nel 2005 ha acquisito due Saab 340. Nel novembre 2018 ha acquistato un Boeing 767-200 in versione cargo per operare voli di trasporto merci nazionali e internazionali.

## Flotta

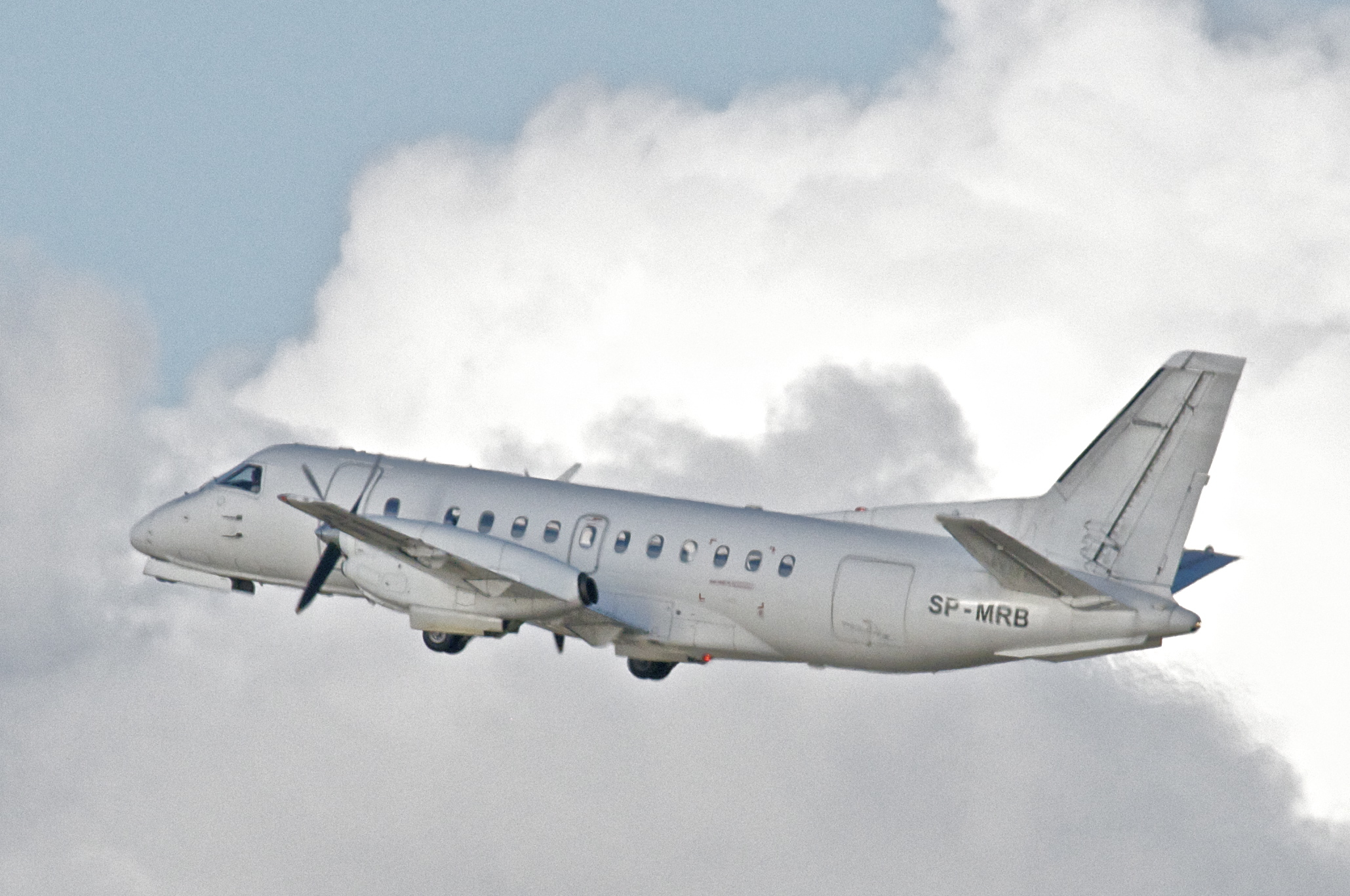
Il Saab 340A immatricolato SP-MRB.

A gennaio 2024 la flotta di SkyTaxi è così composta: